# Hapona momona
Hapona momona är en spindelart som beskrevs av Forster 1970. Hapona momona ingår i släktet Hapona och familjen Desidae. Inga underarter finns listade i Catalogue of Life.